# Reddition (militaire)
Pour l’article homonyme, voir Reddition.
Ne doit pas être confondu avec Capitulation, Traité de paix ou Armistice.

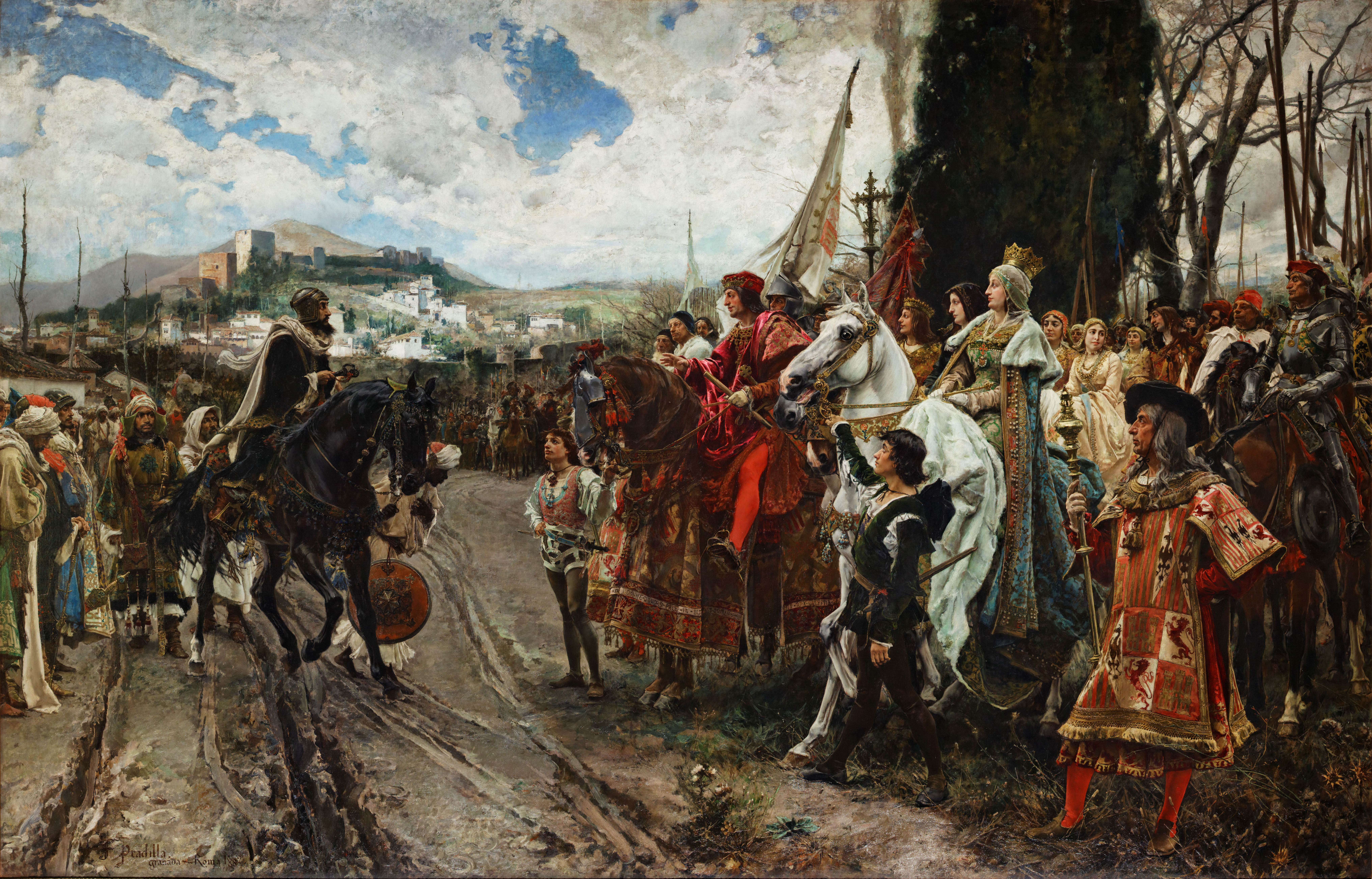
La Maison Nasride se rend à l'Espagne : Boabdil donne la clé de Grenade à Ferdinand et Isabelle.

La reddition, en termes militaires, est l'abandon du contrôle du territoire, des combattants, fortifications, navires ou de l'armement à une autre puissance. Une reddition peut être accomplie pacifiquement, sans combat, ou elle peut être le résultat d'une défaite au combat. Un État souverain peut se rendre après une défaite dans une guerre, généralement en signant un traité de paix ou un accord de capitulation. Une reddition sur le champ de bataille, que ce soit par des individus ou sur ordre des officiers implique normalement que ceux qui se rendent deviennent prisonniers de guerre.

## Définition et étymologie

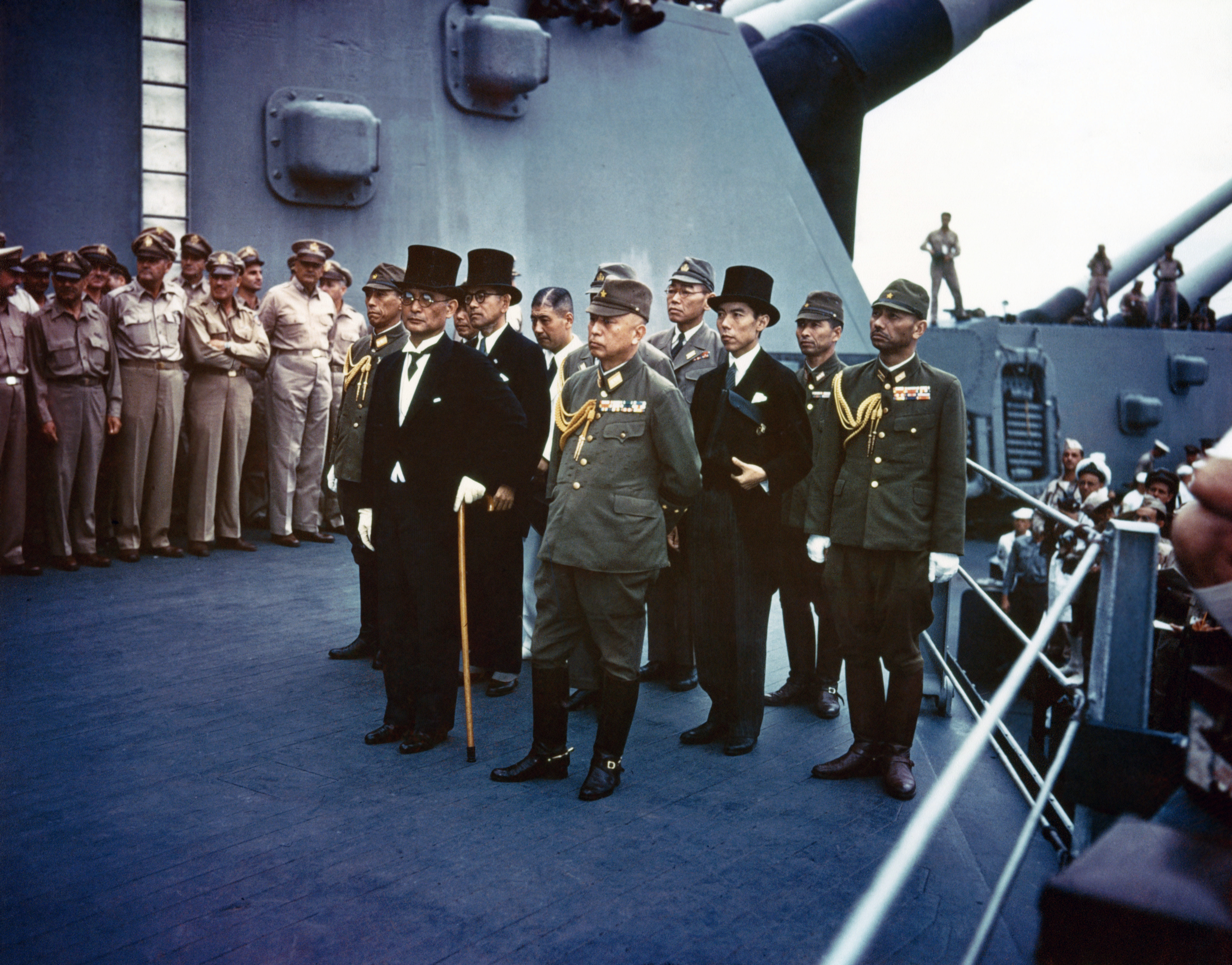
Représentants à bord de l' pour effectuer la capitulation complète du Japon après deux frappes nucléaires contre celui-ci pendant la Seconde Guerre mondiale

L'expression en français « reddition », découle du latin redditionem, de reddere, de même signification.
L'anglais « Surrender » par Merriam-Webster se définit la comme — « the action of yielding one's person or giving up the possession of something especially into the power of another » — l'action de céder sa personne ou de renoncer à la possession de quelque chose particulièrement au pouvoir d'autrui, et fait remonter l'étymologie au moyen anglais surrendre, du français sur- ou sus-, suz », sous + rendre ; cela est à son tour défini par le University of Michigan Middle English Dictionary comme signifiant — « The giving up of an estate, a grant of land, or an interest in property to the person who holds the right to it » — la renonciation à une succession, une concession de terre ou un intérêt dans la propriété à la personne qui en détient le droit, ou, dans loi — « the giving back or return of something » — la renonciation des lettres patentes au roi, ou la restitution de quelque chose.

## Exemples historiques

### Galerie

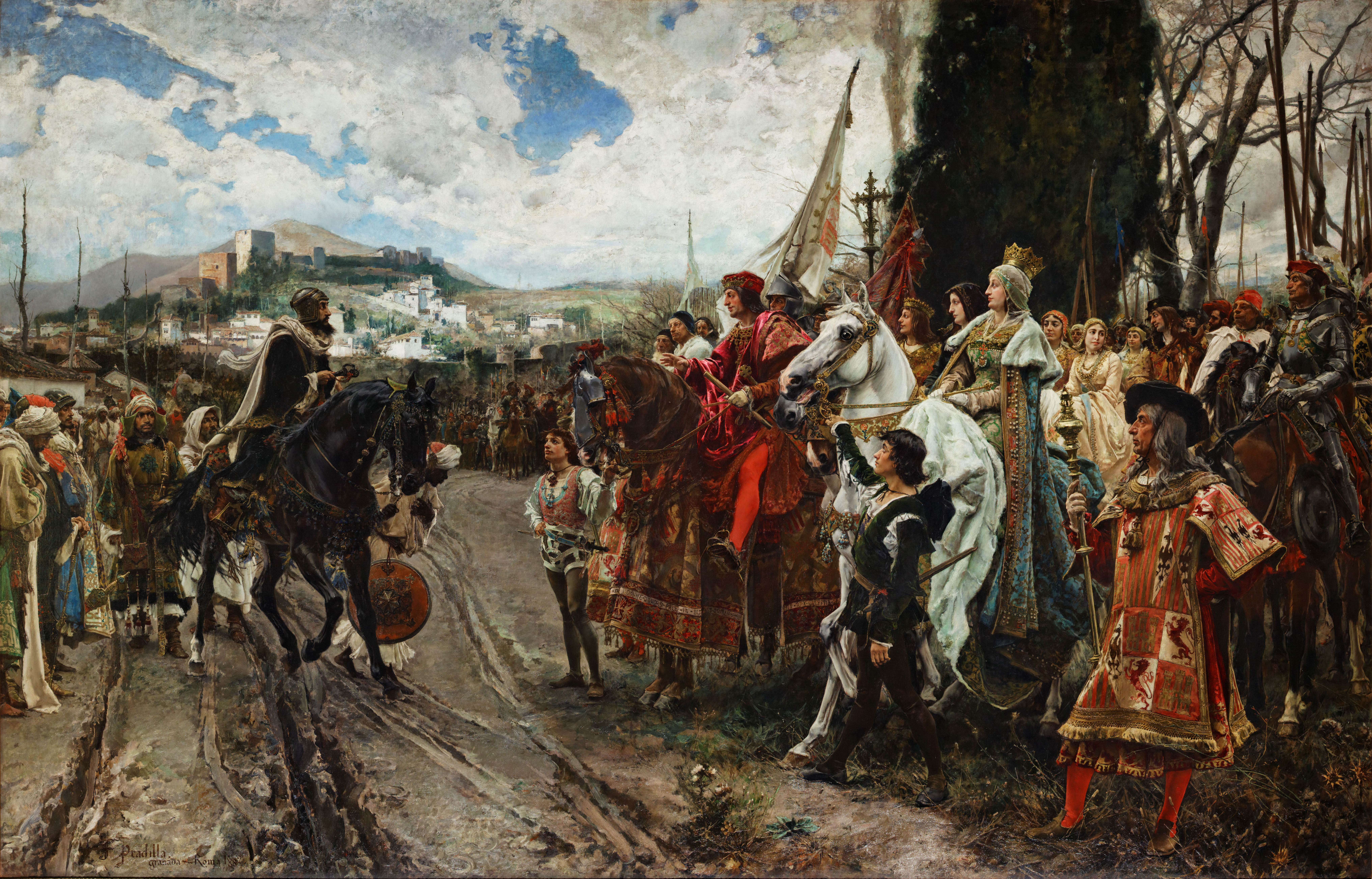
Francisco Pradilla y Ortiz, La Reddition de Grenade (en) (1492, peint en 1882).
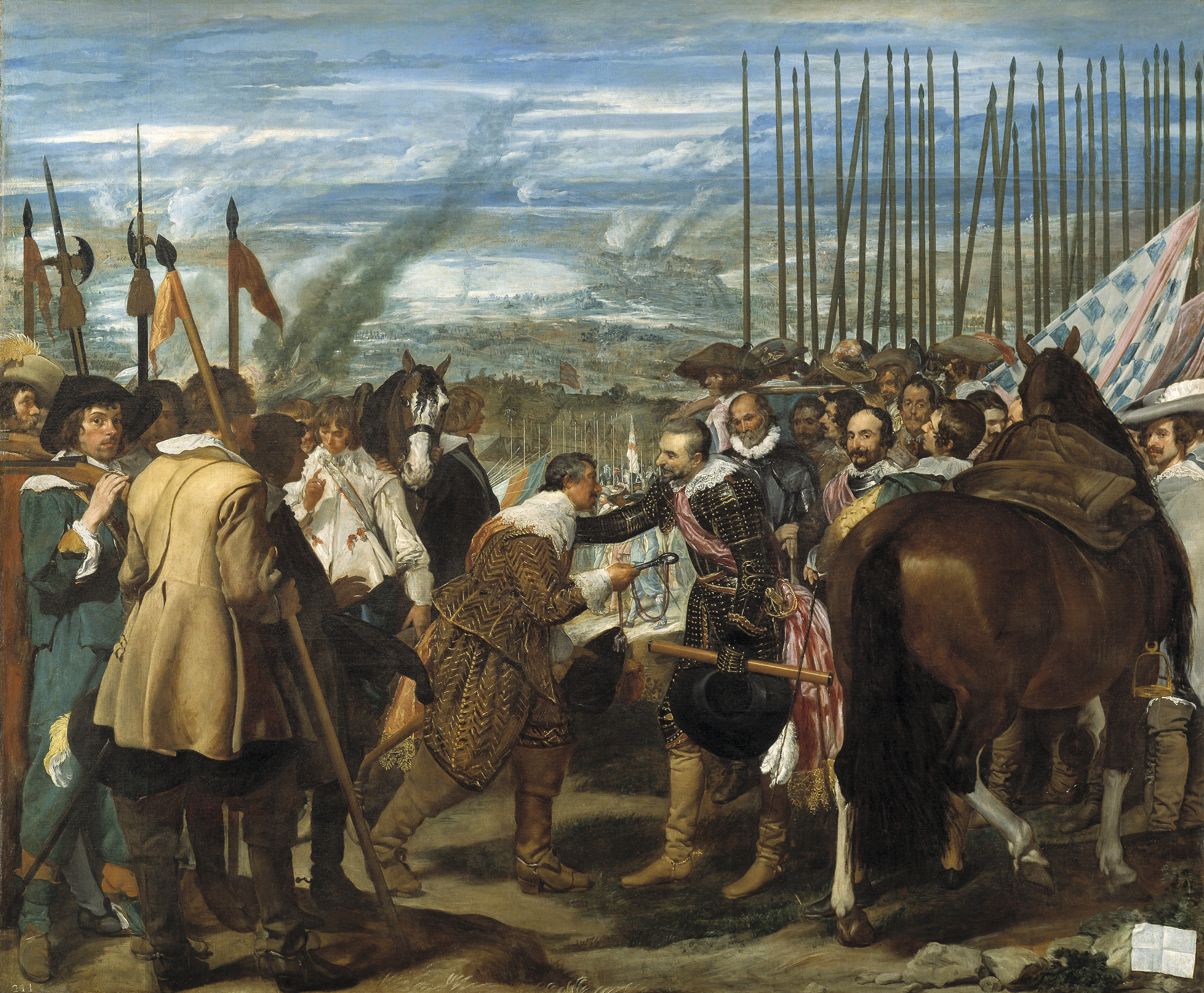
Diego Vélasquez, La Reddition de Bréda (1625, peint en 1634).
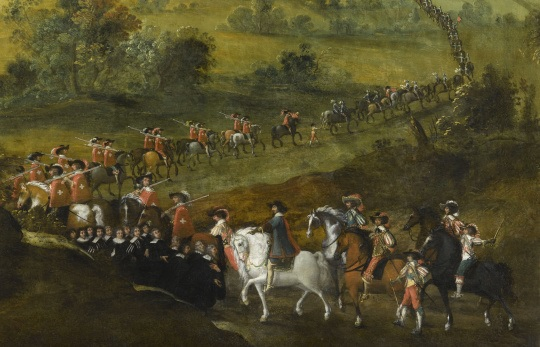
Réduction de Montauban par le cardinal de Richelieu, le 21 août 1629.
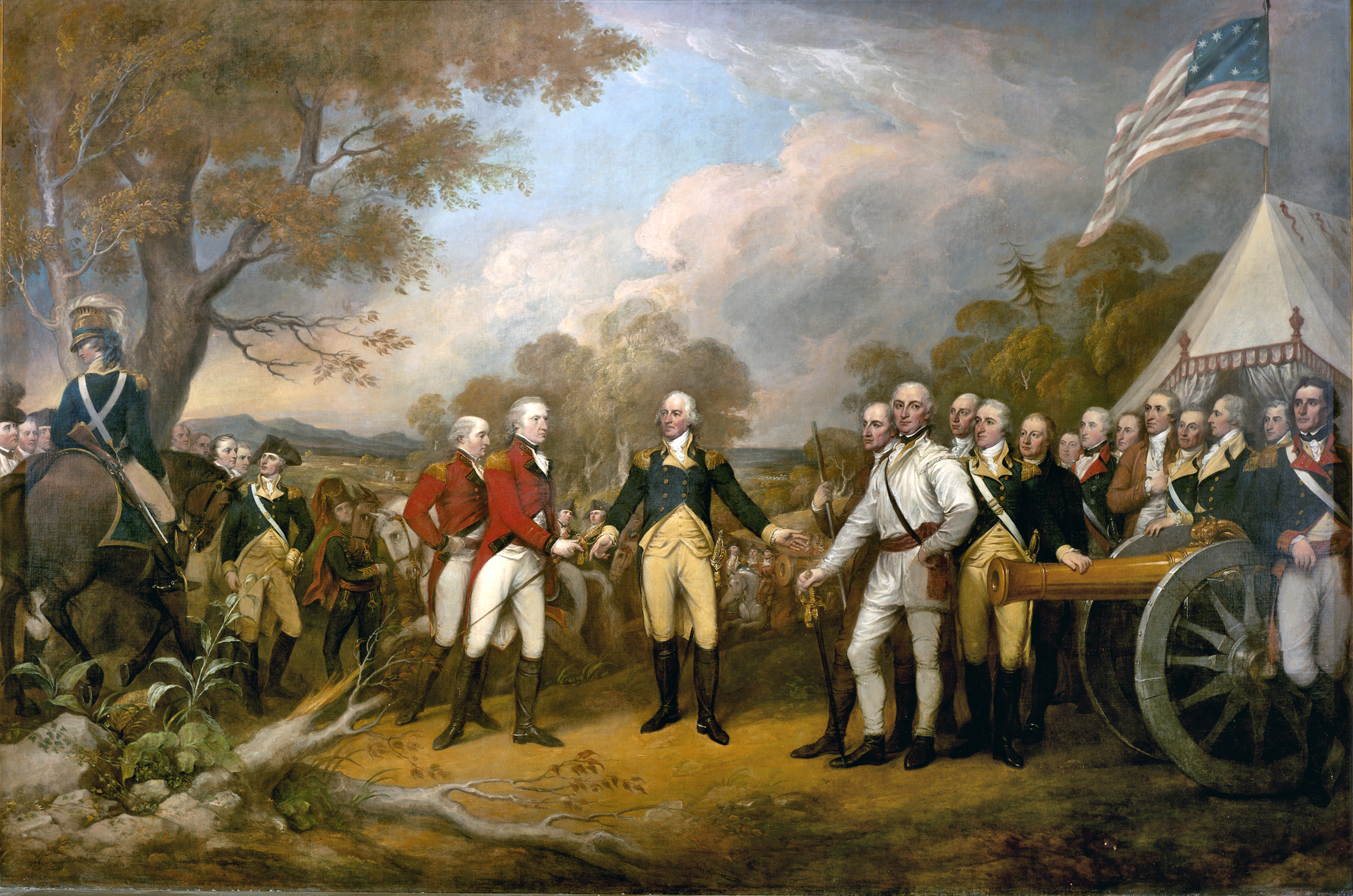
John Trumbull, Reddition du général Burgoyne (1777, peint en 1821).
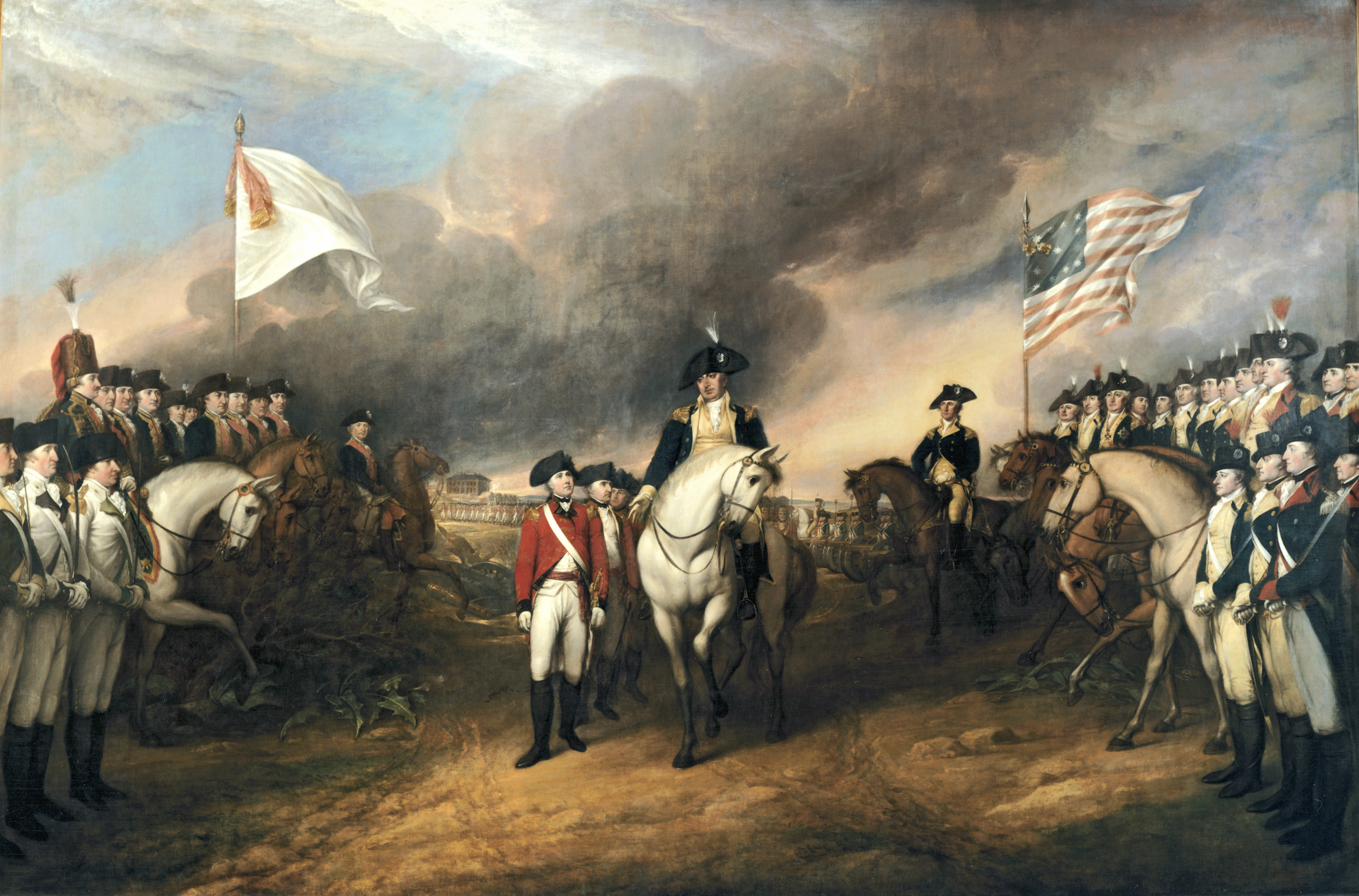
John Trumbull, La Reddition de Lord Cornwallis (1781, peint en 1817).
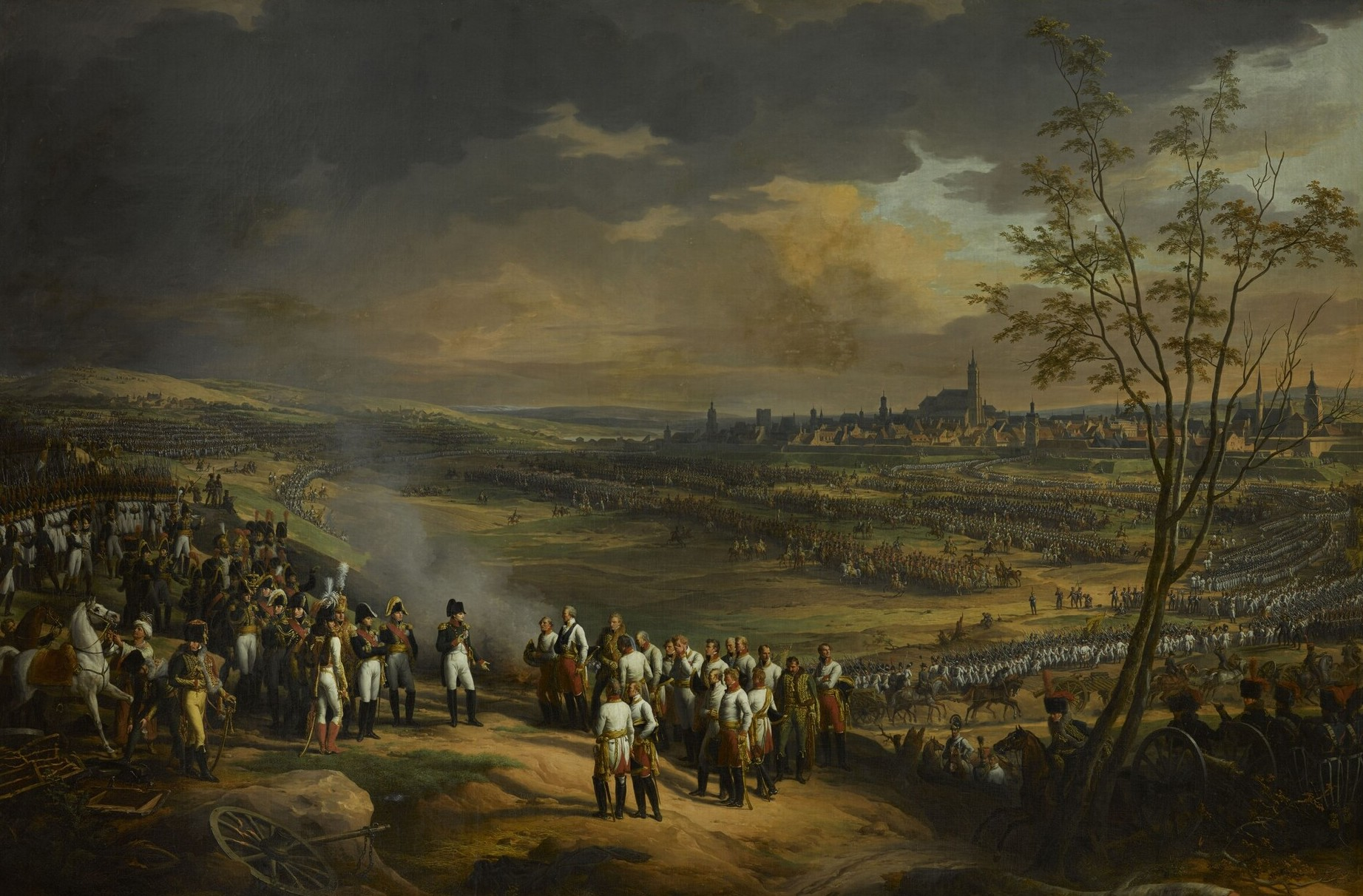
Charles Thévenin, La reddition d'Ulm (1805, peint entre 1806 et 1815).
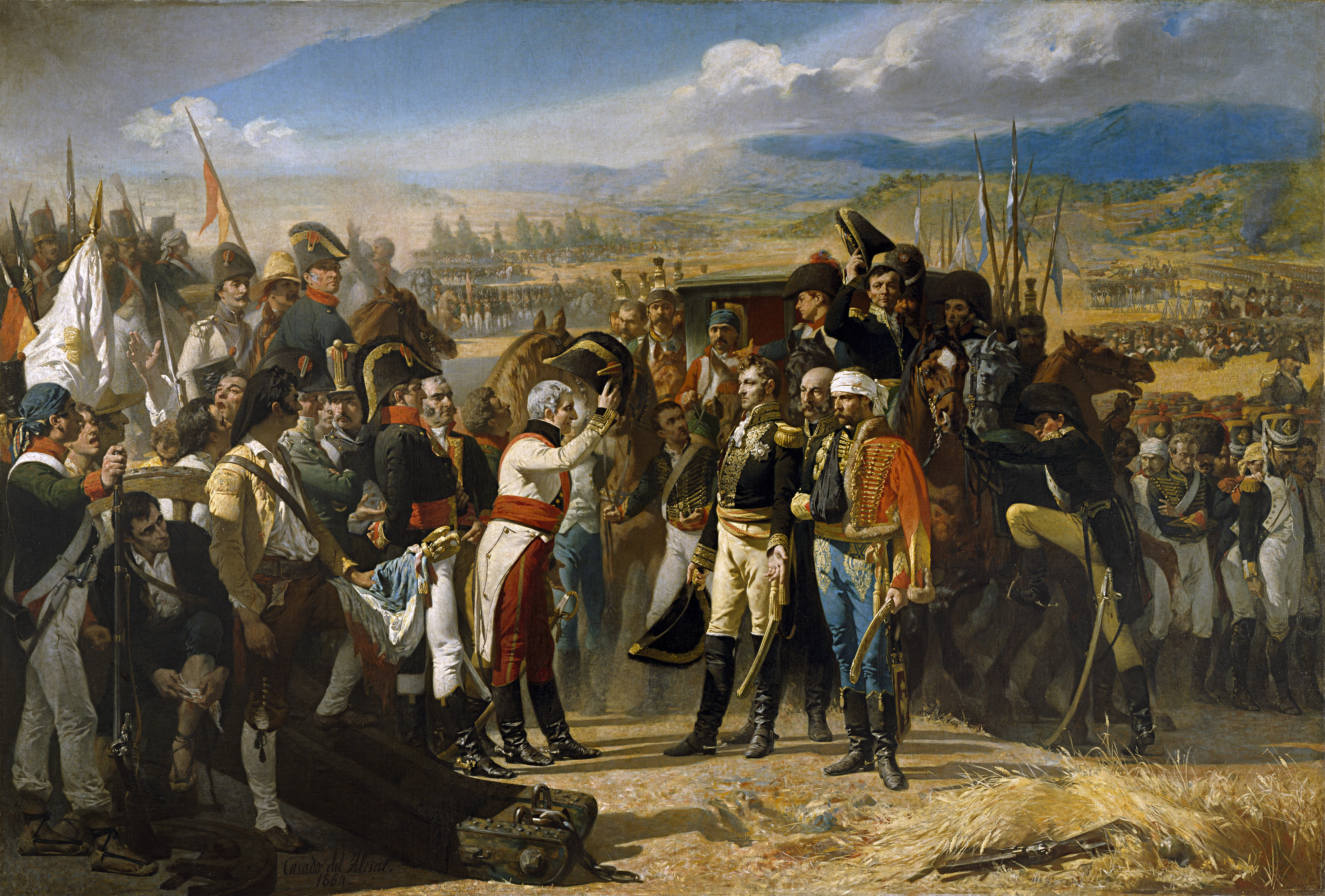
José Casado del Alisal, La Reddition de Bailén (1808, peint en 1864).

### Autres exemples
- Reddition de Stettin (1806)
- Reddition du Retiro (1812)
- Reddition de Bennett Place (1865)
- Reddition de la colonne Elster (1944)
- Reddition de Caserte (1945)

## Processus

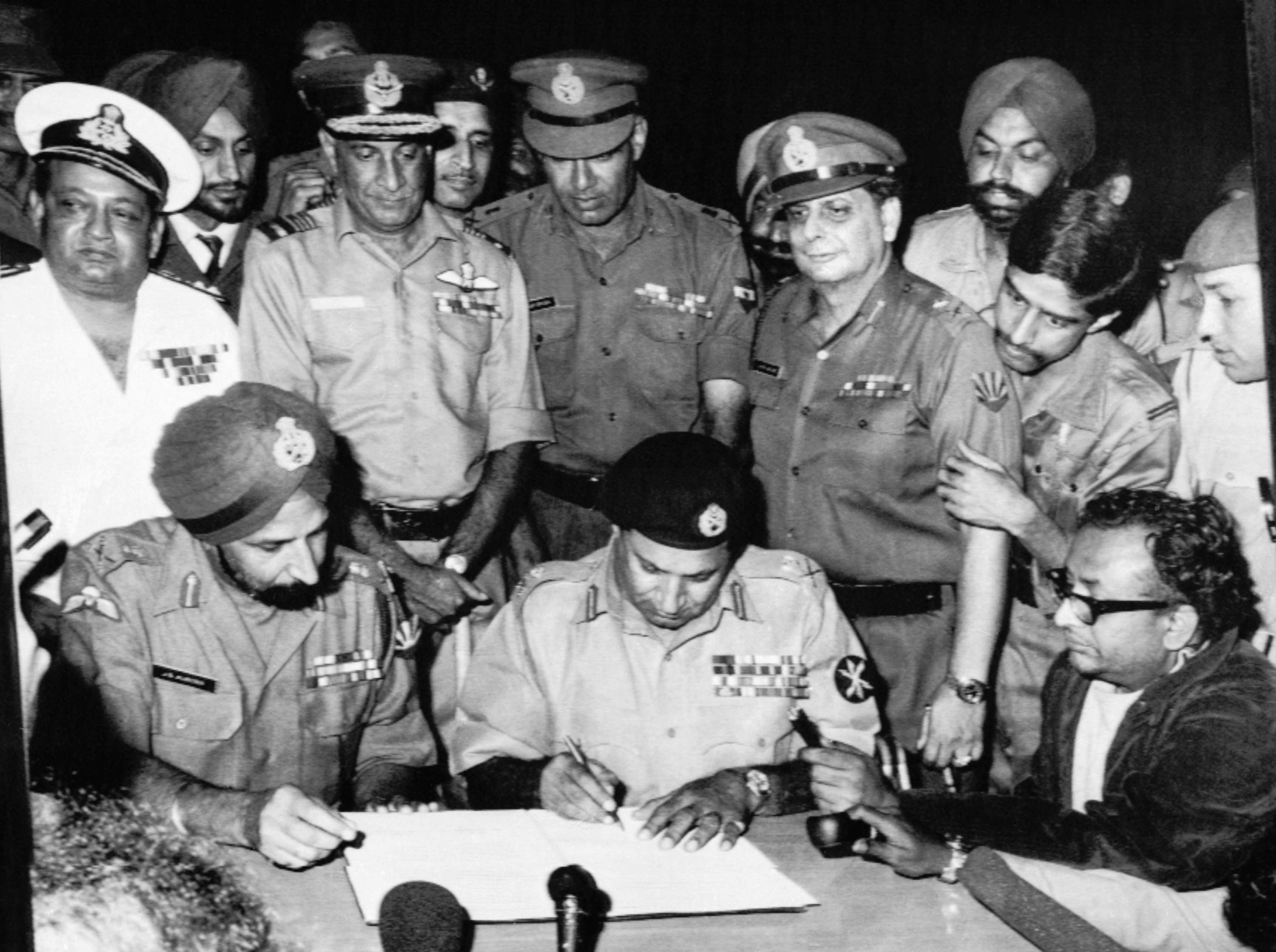
Le lieutenant général AAK Niazi signant lInstrument de reddition pakistanais à Dhaka le 16 décembre 1971, après la victoire de l'Inde dans la guerre indo-pakistanaise de 1971

Un drapeau blanc ou un mouchoir est souvent pris ou destiné à signifier un désir de se rendre, mais en droit international, il représente simplement un désir de pourparler qui peut ou non aboutir à une reddition formelle. Normalement, une reddition impliquera la remise d'armes; le commandant d'une force qui capitule offre symboliquement son épée au commandant victorieux. Les combattants individuels peuvent indiquer une reddition en jetant leurs armes et en levant les mains vides et ouvertes au-dessus de leur tête; un commandant de char qui se rend doit pointer la tourelle du char loin des combattants adverses[réf. nécessaire]. Les drapeaux et les enseignes sont tirés vers le bas ou enroulés, et les couleurs des navires sont baissées.
Lorsque les parties conviennent des conditions, la reddition peut être conditionnelle; c'est-à-dire que la partie qui cède accepte de se soumettre seulement après que le vainqueur ait fait certaines promesses. Les dirigeants du groupe qui se rend, négocient des privilèges ou une compensation pour le temps, les dépenses et la perte de vie sauvés par le vainqueur grâce à l'arrêt de la résistance.
Alternativement, dans une capitulation sans condition, le vainqueur ne fait aucune promesse de traitement et définit unilatéralement le traitement de la partie vaincue. Un des premiers exemples de reddition militaire est la défaite de Carthage par l'Empire romain à la fin de la seconde guerre punique. Au fil du temps, des lois et coutumes de la guerre généralement acceptées ont été élaborées pour une telle situation, dont la plupart sont énoncées dans la Convention de La Haye de 1907 et par les Conventions de Genève. Normalement, un belligérant n'acceptera de se rendre sans condition que s'il est totalement incapable de poursuivre les hostilités. Traditionnellement, une cérémonie de reddition était accompagnée des honneurs de la guerre.
La troisième Convention de Genève stipule que les prisonniers de guerre ne doivent pas être maltraités ou abusés. La politique de l'armée américaine, par exemple, exige que les personnes rendues soient sécurisées et protégées pendant leur évacuation du champ de bataille.
Bien qu'il ne s'agisse pas d'une loi militaire formelle, le Code de la Force de combat américaine (en) par exemple interdit la reddition à moins que —« all reasonable means of resistance [are] exhausted and ... certain death the only alternative »— tous les moyens raisonnables de résistance soient épuisés et ... la mort certaine soit la seule alternative; le Code stipule: — « I will never surrender of my own free will. If in command, I will never surrender the members of my command while they still have the means to resist » —, je ne me rendrai jamais de mon propre libre arbitre. Si je commande, je ne livrerai jamais les membres de mon commandement tant qu’ils ont encore les moyens de résister.

## Faux abandon
La fausse reddition est un type de perfidie dans le contexte de la guerre. C'est un crime de guerre au sens du Protocole I de la Convention de Genève. Les fausses redditions sont généralement utilisées pour tirer l'ennemi hors de sa couverture pour l'attaquer au dépourvu, mais elles peuvent être utilisées dans des opérations plus importantes, comme lors d'un siège. Des récits de fausse reddition peuvent être trouvés relativement fréquemment à travers l'histoire. L'un des exemples les plus infâmes était la prétendue fausse reddition des troupes britanniques à Kilmichael (en), pendant la guerre d'Indépendance irlandaise.

## Voir également
- Capitulation, un accord en temps de guerre pour la reddition à une force armée hostile d'un corps particulier de troupes, d'une ville ou d'un territoire.
- La débellatio se produit lorsqu'une guerre prend fin en raison de la destruction complète d'un État belligérant.
- Il n'y a pas de quartier lorsqu'un vainqueur ne montre ni clémence ni pitié et refuse d'épargner la vie du vaincu lorsqu'il se rend à sa discrétion. Selon les lois de la guerre, « il est surtout interdit ... de déclarer qu'aucun quartier ne sera donné ».
- La capitulation sans condition est une reddition sans conditions, sauf celles prévues par le droit international.